# Grube Teutonia
Die Grube Teutonia ist eine ehemalige Eisen-Grube des Bensberger Erzreviers in Bergisch Gladbach. Das Gelände gehört zum Stadtteil Alt Refrath. Aufgrund eines Mutungssgesuchs vom 22. März 1856 erfolgte die Verleihung des Grubenfeldes am 12. November 1856 mit dem Namen Teutonia auf Eisenstein.
Das Grubenfeld Teutonia verlief von Halbenmorgen über Beckershäuschen bis nach Vürfels. Der Fundpunkt lag im Bereich der Schule Mohnweg. Eindeutige Spuren sind nicht mehr vorhanden. Über den Betrieb der Grube ist nichts bekannt.